# Cuenca de Campos
Cuenca de Campos – gmina w Hiszpanii, w prowincji Valladolid, w Kastylii i León, o powierzchni 47,87 km². W 2011 roku gmina liczyła 227 mieszkańców.